# 2276 Warck
2276 Warck је астероид главног астероидног појаса са средњом удаљеношћу од Сунца која износи 2,374 астрономских јединица (АЈ).
Апсолутна магнитуда астероида је 12,9.